# 新幹線回数券
新幹線回数券（しんかんせんかいすうけん）は、新幹線で使える特別企画乗車券である。九州新幹線には6枚綴りのものは存在しないが2枚綴りのものは九州新幹線2枚きっぷという名称で存在していた。

## 概要
設定区間の特急料金を含んだ乗車券として販売されており、回数乗車券に近く、複数枚綴りで1枚当たりの金額は同区間の特急料金を含んだ運賃と比較し割安となる設定になっている。特別企画乗車券のため普通乗車券とは一部異なる約款が適用され、多客期の使用不可や乗り越し時の打ち切り計算などがある為注意が必要である。
九州新幹線2枚きっぷを除き、並行する在来線には乗車できない。

## 東海道・山陽新幹線
東海道・山陽新幹線の新幹線回数券には、「グリーン車用」「普通車指定席用」「普通車自由席用」の3タイプがある。どれも6枚綴りで有効期限は3か月。多客期の利用・普通個室の利用・途中下車はできない。払い戻しは全券未使用の場合のみ可能である。東海道新幹線には東京駅 - 新大阪駅間に限り20枚綴りの「新幹線回数券20」が設定され、6枚綴りと比べ割引率が高かったが、2014年10月1日に6枚綴りに統合された。
山陽新幹線内のみの利用であれば「みずほ」「さくら」にも乗車可能。博多駅をまたいで九州新幹線方面と行き来できる回数券は発売されていない。
東海道新幹線の回数券は1966年(昭和41年)3月5日に発売開始した全駅停車のこだま号限定で「新幹線こだま号自由席特急回数乗車券」を発売、1972年(昭和47年)3月15日の山陽新幹線新大阪 - 岡山間開業にてひかり号も利用可能な「新幹線自由席特急回数乗車券」に改めたのが始まりである。その後1978年（昭和53年）12月15日に「新幹線エコノミーきっぷ」、1999年（平成11年）3月には「新幹線ビジネスきっぷ」、2003年（平成15年）7月には「新幹線回数券20」「のぞみ指定席回数券」へと変遷し、現在の新幹線回数券は2014年（平成26年）10月から発売されている。
山陽新幹線の新幹線回数券と東海道新幹線の指定席回数券は2022年3月31日をもって販売を終了した。残る東海道新幹線の自由席回数券も2024年12月22日をもって販売を終了し、新幹線回数券は全て販売終了となる。

## 九州新幹線
2枚きっぷを参照。
ただし九州新幹線2枚きっぷは自由席用しかなく指定席用やグリーン車用は存在しない。博多駅までであれば「みずほ」にも乗れるが、同駅をまたいで山陽新幹線方面と行き来できるものは発売されていない。
2021年3月31日発売分をもって発売を終了したが、2023年4月1日に「券売機だけ買える！九州新幹線2枚きっぷ」として復活した。

## JR東日本の新幹線
東北・上越・北陸新幹線は2000年までの新規開業区間には開業時より全相互駅間にて新幹線自由席回数券を設定していた。
東北・山形・秋田・上越・北陸新幹線の新幹線回数券には、「グリーン車用」（2016年3月25日をもって発売終了）・「普通車指定席用」・「普通車自由席用」の3タイプがあった。どれも6枚綴りで有効期限は3か月。秋田新幹線の新幹線回数券では大曲 - 湯沢、秋田 - 男鹿・八郎潟・羽後本荘間において特急・急行列車の普通車自由席が利用できる。多客期の利用・途中下車はできない。払い戻しは全券未使用の場合のみ可能である。グランクラスは運賃のみ適用され、特急料金などが別途必要である。
盛岡駅までであれば「はやぶさ」にも乗車可能。いわて沼宮内駅以北（北海道新幹線区間を含む）を発着とする回数券は仙台 - 八戸のみが発売されており、東京と八戸・新青森・新函館北斗方面とを直接行き来できるものは発売されていない。
長野駅までであれば「かがやき」「はくたか」にも乗車可能。飯山駅以西（JR西日本区間を含む）を発着とする回数券は発売されていない。
北陸新幹線のJR西日本区間に関しては金沢～富山を往復するものと高岡・富山・黒部宇奈月温泉と京都・大阪方面および名古屋・岐阜方面へ行き来できる（金沢駅で北陸本線へ乗り継ぎ）回数券が発売されている。
「タッチでGo！新幹線」の区間拡大に伴い2021年6月30日を持って発売終了した。